# 白村明弘
白村 明弘（はくむら あきひろ、1991年12月11日 - ）は、岐阜県美濃加茂市出身の元プロ野球選手（投手、外野手）。右投左打。

## 経歴

### プロ入り前
実父の信幸は日本体育大学硬式野球部のOBで、美濃加茂高校の硬式野球部監督。明弘自身は美濃加茂市立東中学校へ進学すると、岐阜ビクトリーズに所属した。同チームでは、中学3年時の夏まで外野手や遊撃手としてプレー。後に投手へ転向したが、ストレートは当時から139km/hを計測していた。
中学卒業後は慶應義塾高等学校へ進学し、入学直後から対外試合でベンチ入りを果たすと、1年生ながらストレートで最速142km/hを記録した。2年時の春からは、3季連続甲子園に出場。ただし、2年春（第80回選抜高等学校野球大会）と2年夏（第90回全国高等学校野球選手権記念大会）では、同球場のマウンドに立てなかった。3年春の第81回選抜高等学校野球大会でようやく甲子園のマウンドを踏んだが、開星との1回戦で敗退。6月に腰を痛めたものの、翌月の選手権神奈川大会では、桐蔭学園との3回戦をNPB・MLB合わせて13球団のスカウトが視察するほど注目された。この試合ではストレートで148km/hを計測したが、完投しながら1-3で敗戦。チームが初めて出場した2年秋の第39回明治神宮野球大会では投打で高校の部での優勝に貢献したものの、高校から直接のプロ入りまでには至らず、系列校の慶應義塾大学へ進んだ。
大学時代には、入学の直後に右肩を痛めながらも、1年時の秋から東京六大学野球のリーグ戦に登板。クローザーとして、ストレートで最速153km/hを記録した。2年時にはセットアッパーとして活躍。春季リーグ戦での優勝によって出場した全日本大学野球選手権大会では、先発登板も経験している。しかし、「（当時生活していた硬式野球部の合宿所で）チームの規律を乱す行動があった」という理由で、2年時の秋季リーグ戦期間中に監督の江藤省三から自主休部を勧告され、3年時の7月末まで10か月もの謹慎を余儀なくされた。謹慎が明けた3年時の秋季リーグ戦では、通算投球イニング47回2/3で、4勝2敗、防御率2.45、リーグ最多の51奪三振を記録。4年時に調子を落としたものの、在学中にはリーグ戦39試合の登板で、12勝11敗、防御率2.92を記録した。
2013年のNPBドラフト会議で、投手として北海道日本ハムファイターズから6巡目で指名。契約金3000万円、年俸750万円（金額は推定）という条件で入団した。背番号は43。

### 日本ハム時代
2014年には、公式戦を二軍でスタート。イースタン・リーグ公式戦では、開幕から6月中旬まで15試合に登板すると、15イニングで防御率2.40、奪三振15という成績を残した。6月27日の対東北楽天ゴールデンイーグルス戦の8回表に、救援登板で一軍公式戦にデビュー。9月30日の対埼玉西武ライオンズ戦で一軍公式戦での初セーブ、稲葉篤紀の引退試合であった10月5日の対楽天戦（いずれも札幌ドーム）で初勝利を記録した。一軍公式戦では通算で10試合に登板し1勝1セーブ、防御率3.27という成績を残した。
2015年には、一軍公式戦の開幕に出遅れたものの、4月中旬に昇格してからは救援要員として50試合に登板。6月27日の対西武戦から8月13日の同カード（いずれも西武プリンスドーム）までの登板16試合をすべて無失点で凌いだほか、1勝1敗13ホールド、防御率2.03という好成績を残した。この年は2年目ながらパシフィック・リーグの規定で新人王の権利を有していたため、記者投票では有効得票総数で3番目に多い33票を得たものの、「該当者なし」（57票）を下回った結果となった。
2016年には、故障やコンディション不良が相次いだ影響でレギュラーシーズンの途中から一軍へ昇格。一軍公式戦では22試合の登板で1ホールドにとどまりながらも3勝1敗、防御率2.63を記録した。
2017年には、春季キャンプ中の紅白戦からオープン戦まで好調だったにもかかわらず、6月のセ・パ交流戦終盤から一軍に合流。合流当初の一軍公式戦には救援で登板していたが、7月22日の対西武戦（メットライフドーム）から先発投手に転向した。プロ入り後に登板した一軍公式戦90試合目での先発デビューであったが、転向後2試合でいずれも敗戦投手になったため、8月中盤から救援に復帰した。前年を上回る24試合に登板したが、1勝3敗1セーブ1ホールド、防御率4.62を記録するなど精彩を欠いた。
2018年には、2月25日の東京ヤクルトスワローズとのオープン戦（浦添市民球場）に登板。同点で迎えた9回裏二死二塁の局面で打席に大村孟を迎えたところ、この年からNPBに導入された申告敬遠制度を、NPB球団としては初めて一軍監督の栗山英樹が活用し、球審の青木昴に故意四球を申告した。白村は試合後に「信用されていないと思ったので、逆に（次打者を）抑えてやろうという気になった。貴重な経験ができた」と述懐している。同年は右肩に違和感を抱えていた影響や新助っ人のマイケル・トンキンや石川直也、公文克彦、玉井大翔らが勝ちパターンとして定着したこともあり、一軍公式戦への登板機会が3試合にまで減少し、シーズン終了後の秋季キャンプにも参加できず、推定年俸1850万円（前年から250万円減）という条件で契約を更改した。
2019年には、投手として二軍の春季キャンプに参加。キャンプ中の2月16日に催された紅白戦に登板すると、1イニングを無失点に抑えていた。しかし、キャンプ終盤の2月18日に、二軍キャンプを視察した一軍監督の栗山とゼネラルマネジャーの吉村浩から打者への転向を突然打診された。栗山と吉村がかねてから検討を重ねたうえでの打診で、本人もすぐに受諾したため、2月19日には野手に転向することが決まった。3月12日付でNPBから外野手として正式に公示されると、9月下旬までに、イースタン・リーグ公式戦68試合の出場で打率.233、3本塁打を記録。9月26日の対オリックス・バファローズ戦（札幌ドーム）で、野手転向後初めての一軍公式戦出場を、「9番・左翼手」としてスタメンで果たした。しかし一軍公式戦にはこの試合に出場しただけで、第1打席から3打席連続三振を喫した。さらにシーズン終了後の契約交渉では、NPBにおける減俸制限の上限（1億円以下の場合には25%）を大幅に超える減額を球団から打診。結局、推定年俸900万円（前年から950万円減）という条件で更改したことによって、契約面でも野手としての再スタートを切った。
2020年には、外野手としてイースタン・リーグ公式戦33試合に出場。打率.195、3本塁打、7打点という成績でリーグ戦を終えるまで一軍公式戦への出場機会がなかった。一軍のレギュラーシーズン最終盤の11月5日、戦力外通告が公示された。通告後、この年限りで現役を引退する意向を表明した。

### 日本ハム退団後
2021年2月1日、高校時代の友人が創業メンバーである金融ベンチャー・SYN Group株式会社に就職。ファイナンシャル（金融）アドバイザーとして働いていた。
その後、2023年3月に千葉県浦安市にオープンしたスポーツ施設（シミュレーションゴルフ、野球練習場を完備した施設）に、部長兼ヘッドコーチとして関わった。

### HFL・士別時代
2023年7月31日、日本ハム時代のチームメイトである中村勝が監督を務める独立リーグ・北海道フロンティアリーグのKAMIKAWA・士別サムライブレイズへの入団が発表された。サラリーマンと両立しながらの契約となり、ポジションは投手。期間は同日からシーズン終了まで試合帯同日は9月2日・3日となる。9月3日の対美唄ブラックダイヤモンズ戦（士別市ふどう野球場）で先発登板し、1回を無安打無失点に抑えて降板した。

### 四国IL・香川時代
2024年2月5日、四国アイランドリーグplusが、香川オリーブガイナーズの特別合格選手となったことを発表した。翌2月6日に、香川と入団合意したことが発表された。ポジションは投手、外野手となっている。開幕を控えた3月28日にリーグが発表した登録選手・練習生一覧に白村は記載されていなかったが、4月3日のリーグ公示で練習生として記載された。前期終盤の6月5日に初めて契約選手として登録された。チームの前期最終戦となった7日の対愛媛マンダリンパイレーツ戦に2番手投手として香川での公式戦に初登板し、1回1/3を無失点に抑えた。最終的にこのシーズンは3試合の登板で1ホールドの成績だった。2025年1月31日、任意引退で香川を退団したことが発表された。

## 選手としての特徴

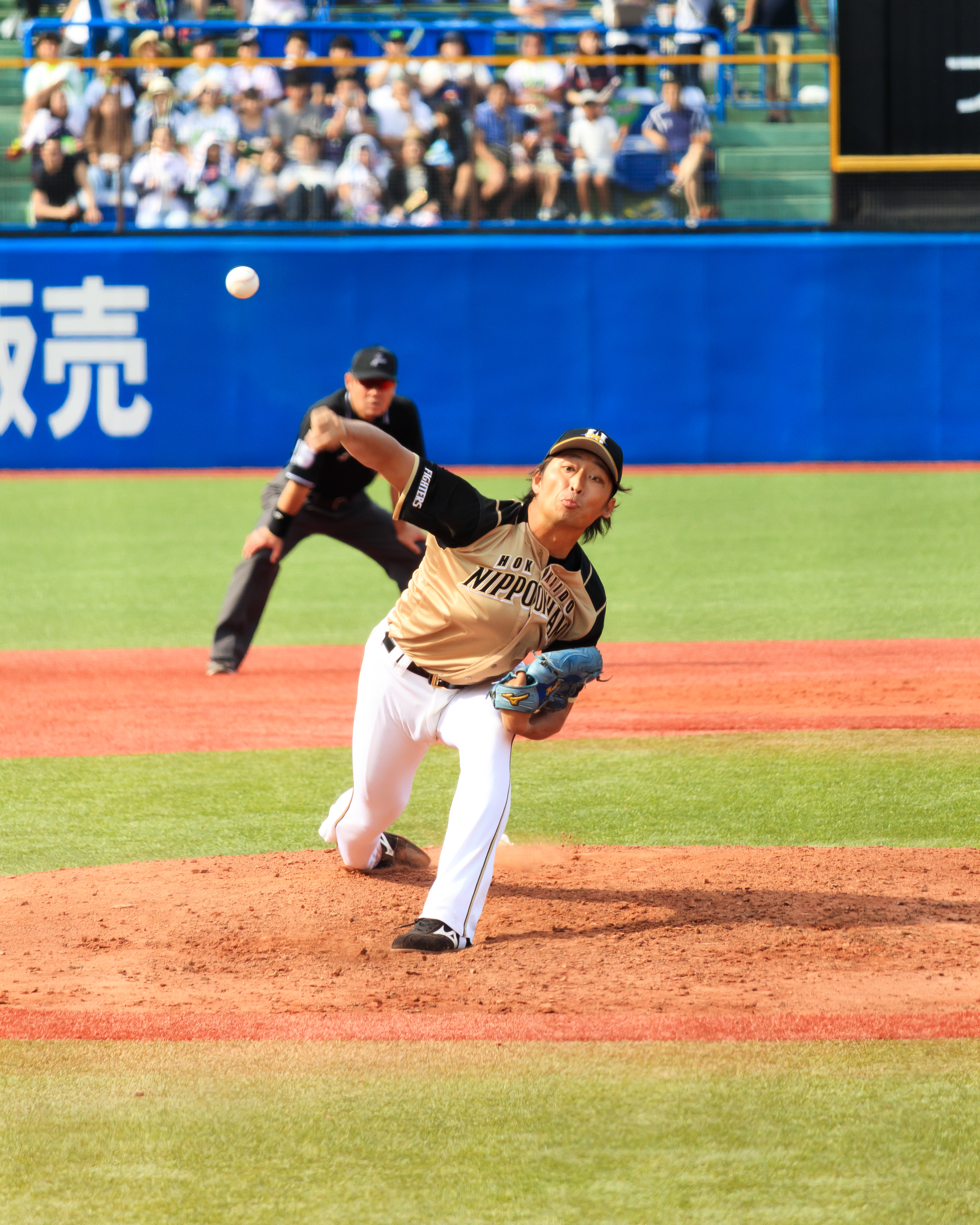
白村の投球フォーム（2017年）

投手としては、身長187cmの長身からオーバースローで投げ下ろすストレートとフォークボールが持ち味。ストレートの平均球速は140km/h台後半（最速154km/h）だったが日本ハムの入団2年目（2015年）に一軍公式戦で自己最多の50試合登板を果たしてからは、投球フォームが安定せずに低迷していた。
高校・大学生時代に投手ながら打線の中軸（五～七番）を任されていたほどの打力の持ち主で、大学4年時の東京六大学春季リーグ戦では打率.278（18打数5安打）を記録し、セ・パ交流戦期間中の打撃練習では、フェンスを越える打球を連発していた。日本ハムでは白村の獲得を決めた頃から打者として育てる可能性があったことや、入団3年目の2016年には「二刀流」への挑戦も検討されていたという。野手転向時には、日本ハム在籍中に投手から外野手へ転向した糸井嘉男を目標に挙げた。
遠投120メートル、50メートル走6秒1。

## 人物・エピソード
愛称は「はくむー」。
中学生時代に2試合連続でランニング本塁打を放ったが、いずれもダイヤモンドを一周中に前の走者を追い抜いたため審判員からアウトを宣告された。そのため、実際には本塁打ではなくなっている。
大学時代には、トレーニングメニューに逆立ちを入れていた。重心のバランスを感じることと、背中の筋肉を鍛えることが目的で、日本ハム入団後の2018年末から自主トレーニングで再び取り組んでいる。
大学4年生で臨んだNPBドラフト会議では、一部の球団が3巡目までに指名することが予想されていたが3巡目を過ぎても指名する球団がなかったため、白村の実弟からは「プロ（NPB）をあきらめろ」というメールが送られていたが、6巡目でようやく日本ハムから指名された。東京六大学のリーグ戦にエースとして活躍した投手では異例の下位指名だったが、指名の直後には、「今後は外部と連絡を取らずに、野球に集中したいです」と決意した。それまで利用していたTwitterのアカウントを閉鎖するなど、入団に前向きな姿勢を示した。
大瀬良大地、九里亜蓮、岩貞祐太、杉浦稔大とはプロ入り前から交友がある。

## 詳細情報

### 年度別投手成績
| 年 度     | 球 団     | 登 板 | 先 発 | 完 投 | 完 封 | 無 四 球 | 勝 利 | 敗 戦 | セ 丨 ブ | ホ 丨 ル ド | 勝 率 | 打 者 | 投 球 回 | 被 安 打 | 被 本 塁 打 | 与 四 球 | 敬 遠 | 与 死 球 | 奪 三 振 | 暴 投 | ボ 丨 ク | 失 点 | 自 責 点 | 防 御 率 | W H I P |
| --------- | --------- | ----- | ----- | ----- | ----- | -------- | ----- | ----- | -------- | ----------- | ----- | ----- | -------- | -------- | ----------- | -------- | ----- | -------- | -------- | ----- | -------- | ----- | -------- | -------- | ------- |
| 2014      | 日本ハム  | 10    | 0     | 0     | 0     | 0        | 1     | 0     | 1        | 0           | 1.000 | 49    | 11.0     | 9        | 1           | 6        | 0     | 1        | 10       | 0     | 0        | 4     | 4        | 3.27     | 1.36    |
| 2015      | 日本ハム  | 50    | 0     | 0     | 0     | 0        | 1     | 1     | 0        | 13          | .500  | 233   | 57.2     | 42       | 6           | 19       | 0     | 3        | 66       | 3     | 0        | 16    | 13       | 2.03     | 1.06    |
| 2016      | 日本ハム  | 22    | 0     | 0     | 0     | 0        | 3     | 1     | 0        | 1           | .750  | 101   | 24.0     | 20       | 3           | 14       | 0     | 1        | 19       | 1     | 0        | 7     | 7        | 2.63     | 1.42    |
| 2017      | 日本ハム  | 24    | 2     | 0     | 0     | 0        | 1     | 3     | 1        | 1           | .250  | 137   | 33.1     | 24       | 4           | 14       | 0     | 1        | 29       | 3     | 1        | 17    | 16       | 4.32     | 1.14    |
| 2018      | 日本ハム  | 3     | 0     | 0     | 0     | 0        | 0     | 0     | 0        | 0           | ----  | 23    | 4.2      | 8        | 1           | 1        | 0     | 0        | 4        | 1     | 0        | 6     | 5        | 9.64     | 1.93    |
| 通算：5年 | 通算：5年 | 109   | 2     | 0     | 0     | 0        | 6     | 5     | 2        | 15          | .545  | 543   | 130.2    | 103      | 15          | 54       | 0     | 6        | 128      | 8     | 1        | 50    | 45       | 3.10     | 1.20    |

- 2020年度シーズン終了時

### 年度別打撃成績
| 年 度     | 球 団     | 試 合 | 打 席 | 打 数 | 得 点 | 安 打 | 二 塁 打 | 三 塁 打 | 本 塁 打 | 塁 打 | 打 点 | 盗 塁 | 盗 塁 死 | 犠 打 | 犠 飛 | 四 球 | 敬 遠 | 死 球 | 三 振 | 併 殺 打 | 打 率 | 出 塁 率 | 長 打 率 | O P S |
| --------- | --------- | ----- | ----- | ----- | ----- | ----- | -------- | -------- | -------- | ----- | ----- | ----- | -------- | ----- | ----- | ----- | ----- | ----- | ----- | -------- | ----- | -------- | -------- | ----- |
| 2014      | 日本ハム  | 10    | 0     | 0     | 0     | 0     | 0        | 0        | 0        | 0     | 0     | 0     | 0        | 0     | 0     | 0     | 0     | 0     | 0     | 0        | ----  | ----     | ----     | ----  |
| 2015      | 日本ハム  | 50    | 0     | 0     | 0     | 0     | 0        | 0        | 0        | 0     | 0     | 0     | 0        | 0     | 0     | 0     | 0     | 0     | 0     | 0        | ----  | ----     | ----     | ----  |
| 2016      | 日本ハム  | 22    | 0     | 0     | 0     | 0     | 0        | 0        | 0        | 0     | 0     | 0     | 0        | 0     | 0     | 0     | 0     | 0     | 0     | 0        | ----  | ----     | ----     | ----  |
| 2017      | 日本ハム  | 24    | 0     | 0     | 0     | 0     | 0        | 0        | 0        | 0     | 0     | 0     | 0        | 0     | 0     | 0     | 0     | 0     | 0     | 0        | ----  | ----     | ----     | ----  |
| 2018      | 日本ハム  | 3     | 0     | 0     | 0     | 0     | 0        | 0        | 0        | 0     | 0     | 0     | 0        | 0     | 0     | 0     | 0     | 0     | 0     | 0        | ----  | ----     | ----     | ----  |
| 2019      | 日本ハム  | 1     | 3     | 3     | 0     | 0     | 0        | 0        | 0        | 0     | 0     | 0     | 0        | 0     | 0     | 0     | 0     | 0     | 3     | 0        | .000  | .000     | .000     | .000  |
| 通算：6年 | 通算：6年 | 110   | 3     | 3     | 0     | 0     | 0        | 0        | 0        | 0     | 0     | 0     | 0        | 0     | 0     | 0     | 0     | 0     | 3     | 0        | .000  | .000     | .000     | .000  |

- 2020年度シーズン終了時

### 年度別守備成績
| 年 度 | 球 団    | 投手  | 投手  | 投手  | 投手  | 投手  | 投手     | 外野  | 外野  | 外野  | 外野  | 外野  | 外野     |
| 年 度 | 球 団    | 試 合 | 刺 殺 | 補 殺 | 失 策 | 併 殺 | 守 備 率 | 試 合 | 刺 殺 | 補 殺 | 失 策 | 併 殺 | 守 備 率 |
| ----- | -------- | ----- | ----- | ----- | ----- | ----- | -------- | ----- | ----- | ----- | ----- | ----- | -------- |
| 2014  | 日本ハム | 10    | 1     | 1     | 1     | 0     | .667     | -     | -     | -     | -     | -     | -        |
| 2015  | 日本ハム | 50    | 4     | 9     | 2     | 0     | .867     | -     | -     | -     | -     | -     | -        |
| 2016  | 日本ハム | 22    | 0     | 3     | 1     | 0     | .750     | -     | -     | -     | -     | -     | -        |
| 2017  | 日本ハム | 24    | 0     | 1     | 0     | 0     | 1.000    | -     | -     | -     | -     | -     | -        |
| 2018  | 日本ハム | 3     | 0     | 0     | 0     | 0     | ----     | -     | -     | -     | -     | -     | -        |
| 2019  | 日本ハム | -     | -     | -     | -     | -     | -        | 1     | 1     | 0     | 0     | 0     | 1.000    |
| 通算  | 通算     | 109   | 5     | 14    | 4     | 0     | .826     | 1     | 1     | 0     | 0     | 0     | 1.000    |

- 2020年度シーズン終了時

### 記録
投手記録
- 初登板：2014年6月27日、対東北楽天ゴールデンイーグルス7回戦（札幌ドーム）、8回表に3番手で救援登板、1回1失点
- 初奪三振：2014年7月5日、対千葉ロッテマリーンズ10回戦（QVCマリンフィールド）、9回裏に角中勝也から空振り三振
- 初セーブ：2014年9月30日、対埼玉西武ライオンズ23回戦（札幌ドーム）、9回表に4番手で救援登板・完了、1回無失点
- 初勝利：2014年10月5日、対東北楽天ゴールデンイーグルス24回戦（札幌ドーム）、6回表に3番手で救援登板、1回無失点
- 初先発登板：2017年7月22日、対埼玉西武ライオンズ15回戦（メットライフドーム）、4回3被安打3失点で敗戦投手

打撃記録
- 初先発出場：2019年9月26日、対オリックス・バファローズ24回戦（札幌ドーム）、「9番・左翼手」で先発出場
- 初打席：同上、3回裏にK-鈴木から空振り三振

### 独立リーグでの年度別投手成績
| 年 度    | 球 団    | 登 板 | 先 発 | 完 投 | 完 封 | 無 四 球 | 勝 利 | 敗 戦 | セ 丨 ブ | ホ 丨 ル ド | 勝 率 | 打 者 | 投 球 回 | 被 安 打 | 被 本 塁 打 | 与 四 球 | 敬 遠 | 与 死 球 | 奪 三 振 | 暴 投 | ボ 丨 ク | 失 点 | 自 責 点 | 防 御 率 | W H I P |
| -------- | -------- | ----- | ----- | ----- | ----- | -------- | ----- | ----- | -------- | ----------- | ----- | ----- | -------- | -------- | ----------- | -------- | ----- | -------- | -------- | ----- | -------- | ----- | -------- | -------- | ------- |
| 2023     | 士別     | 1     | 1     | 0     | 0     | 0        | 0     | 0     | 0        | 0           | .000  | 4     | 1.0      | 1        | 0           | 0        | -     | 0        | 0        | 0     | 0        | 0     | 0        | 0.00     | 1.00    |
| 2024     | 香川     | 3     | 0     | 0     | 0     | 0        | 0     | 0     | 0        | 1           | .000  | 10    | 3.0      | 1        | 0           | 0        | -     | 1        | 4        | 0     | 0        | 0     | 0        | 0.00     | 0.33    |
| HFL：1年 | HFL：1年 | 1     | 1     | 0     | 0     | 0        | 0     | 0     | 0        | 0           | .000  | 4     | 1.0      | 1        | 0           | 0        | -     | 0        | 0        | 0     | 0        | 0     | 0        | 0.00     | 1.00    |
| IL：1年  | IL：1年  | 3     | 0     | 0     | 0     | 0        | 0     | 0     | 0        | 1           | .000  | 10    | 3.0      | 1        | 0           | 0        | -     | 1        | 4        | 0     | 0        | 0     | 0        | 0.00     | 0.33    |

- 2024年度シーズン終了時

### 背番号
- 43（2014年[8] - 2020年、2023年7月31日 - 2024年）